# ایستریجیفیلوس
ایستریجیفیلوس شپش گزنده در زیرمجموعه سست‌شاخاناست. درسال ۱۹۱۰ توسط اریک میوبرگ پیراکشیده (به انگلیسی: circumscribed) و مشخص شد.

## میزبان
ایستریجیفیلوس تنها تیره ایسکنوسرا است که به‌طور انحصاری جغدها را انگلی می‌کند. : 340 

## گونه‌ها
تا تاریخ ۲۰۱۷, تقریباً پنجاه گونه ایستریجیفیلوس وجود دارد. گونه‌ها شامل:
- ایستریجیفیلوس گریلارسونی کلایتون، ۱۹۹۰[۳] (گروه کروسایتنس)